# Stadtliga Berlin
Stadtliga Berlin var den högsta fotbollsligan i Västberlin från 1947 till dess att den ersattes av den rikstäckande Bundesliga inför säsongen 1963/1964.